# 尤哈·米耶托
尤哈·米耶托（芬蘭語：Juha Mieto，1949年11月20日—），芬兰男子越野滑雪运动员。他曾代表芬兰参加1972年、1976年、1980年和1984年冬季奥林匹克运动会越野滑雪比赛，共获得一枚金牌、二枚银牌和二枚铜牌。